# Finlandisation

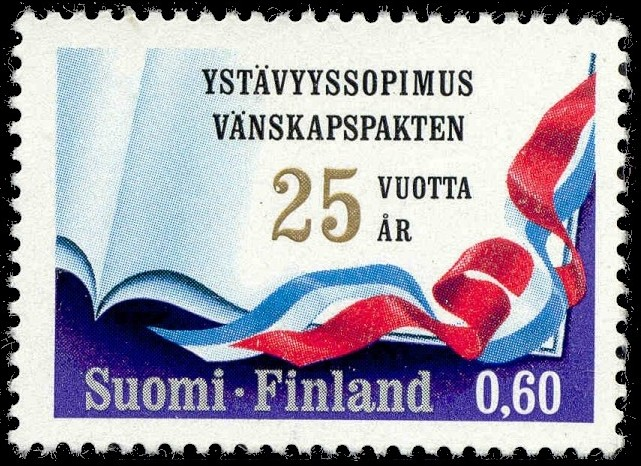
Timbre finlandais célébrant les 25 ans du traité YYA avec l'URSS (1973).

La finlandisation (finnois : suomettuminen ; suédois : finlandisering ; allemand : Finnlandisierung) est une expression faisant référence à l'influence que peut avoir un pays puissant sur la politique extérieure d'un plus petit pays voisin. Cette expression a été inventée en raison de l'influence qu'exerçait l'URSS sur la Finlande après le traité YYA de 1948, imposant à cette dernière une neutralité subie et qui a perduré jusqu'à la décision de Sanna Marin d'adopter une position ferme face à Vladimir Poutine à la suite de l'invasion de l'Ukraine par la Russie de 2022.

## Origine et signification
Le terme a été utilisé en 1953 par le ministre autrichien des Affaires étrangères Karl Gruber pour mettre en garde son pays contre les dangers de l'Ostpolitik allemande et désigner les limitations imposées par un État puissant à l'autonomie d'un voisin plus faible en faisant référence aux relations politiques entre la Finlande et l'URSS.
Reprise par Franz Josef Strauß, l'expression, qui est perçue comme péjorative, trouve donc son origine dans les débats des années 1960 et 1970 en Allemagne et dans les autres pays de l'OTAN.
Elle désignait le fait qu'un pays devienne neutre, dans le but, non seulement de préserver la souveraineté nationale, mais également de ne pas défier une puissance voisine. La Finlande est le pays directement à l'origine du mot à cause de sa politique extérieure vis-à-vis de l'Union soviétique pendant la guerre froide. Elle refusa notamment de rejoindre l'OTAN. Mais le terme peut aussi faire référence à d'autres relations internationales comme l'attitude du Danemark envers l'Allemagne entre 1871 et 1940.
De nos jours il est utilisé pour décrire des relations entre pays comme Taïwan avec la Chine ou du Liban avec la Syrie. Elle est maintenant utilisée de façon plus générale encore.
En Finlande même, l'utilisation du terme « finlandisation » était perçue comme très offensante et comme l'expression d'une incapacité à comprendre comment un petit État peut faire un compromis avec une superpuissance très différente culturellement et idéologiquement, et ceci sans perdre sa souveraineté. L'objectif de la finlandisation était pour la plupart des Finlandais simplement réaliste. En clair, chercher à survivre et à profiter des relations commerciales avec son voisin (importation d'énergie bon marché et débouché pour produits semi-manufacturés et machines-outils). Diversifiant ainsi son approvisionnement énergétique, la Finlande n'a que très peu souffert des deux chocs pétroliers de 1973 et 1979.
D'autre part, pour un pays pris de court par l'agression soviétique de l'hiver 1939, le maintien de relations diplomatiques soutenues avec le grand voisin était perçu comme un moyen de posséder une longueur de renseignement d'avance sur une éventuelle augmentation des intentions belliqueuses de l'URSS.

## Position politique de la Finlande

### Le contexte historique
Avant son indépendance en 1917, l'histoire de la Finlande avec la Suède et la Russie est jalonnée de nombreuses guerres. En 1917, elle devient indépendante de l'Empire russe avec l'aide de l'Empire allemand. De 1918 à 1920, elle participe à la Guerre civile russe dans le cadre de la Triple-Entente ; en 1922, elle signe une alliance jamais ratifiée avec la Pologne ; dans les années 1930, son association avec les pays scandinaves se termine avec la Guerre d'Hiver de 1939 à la suite de l'agression de l'URSS.
Durant la Seconde Guerre mondiale, la Finlande se retrouve directement confrontée aux idéologies totalitaires avec le fascisme à l'ouest et le stalinisme à l'est. Pendant cette période, le pays est dirigé de fait par le maréchal Mannerheim, commandant en chef de l'armée, qui jouit d'un prestige important. Il s'ensuit alors une politique de louvoiement forcé, l'essentiel étant de conserver l'indépendance du pays.
Cela conduit en 1940, à la suite de la Guerre d'Hiver, au rapprochement avec l'Allemagne nazie, l'objectif étant de reconquérir les territoires annexés par l'URSS un an plus tôt. Ce qui explique, après le déclenchement du plan Barbarossa, l'offensive finlandaise pendant la guerre de Continuation en 1941.
La défaite de la Wehrmacht lors de la bataille de Stalingrad oblige la Finlande à revenir à sa politique du XIXe siècle, qu'elle avait perçue comme efficace durant la période de russification de la Finlande de 1899 à 1905. Les dirigeants finlandais comprirent que l'attitude d'opposition pure à l'URSS était devenue impossible. Aucune puissance internationale ne pouvait l'aider. L'Allemagne nazie perdait la guerre. La Suède n'était pas assez puissante et ses dirigeants ne souhaitaient pas se confronter à l'URSS. Les pays occidentaux étaient alliés de l'URSS. En conséquence, la Finlande devait faire seule face à son puissant voisin par ses propres moyens. Comme au XIXe siècle, la Finlande choisit de s'adapter à la politique étrangère de l'Union soviétique, tout en cherchant à garder son indépendance.

### La ligne Paasikivi
Après la signature du traité de Paris de 1947, la Finlande réussit à rester une démocratie parlementaire, en dépit de la pression très forte de l'URSS sur sa politique étrangère et sa politique intérieure. La politique étrangère de la Finlande suivra la doctrine de Juho Kusti Paasikivi dite Ligne Paasikivi, qui met l'accent sur la nécessité de maintenir de bonnes relations de confiance avec l'Union soviétique. C'est à cette fin qu'est signé le traité YYA en avril 1948. En conséquence, la Finlande ne participe pas au Plan Marshall, et garde une attitude neutre concernant la politique étrangère soviétique. En gardant des relations très froides avec l'OTAN et avec les puissances militaires occidentales, la Finlande peut éviter son affiliation au Pacte de Varsovie.

## La politique de l'Union soviétique

### Aspects politico-économiques
Après la signature du Traité finlando-soviétique de 1948, plus connu sous le nom de Traité YYA, la Finlande était dans la zone d'influence de l'Union soviétique de façon beaucoup plus prégnante que les autres pays occidentaux.
En particulier, la neutralité finlandaise découlait du traité YYA. En comparaison, la position de l'Autriche s'appuyait sur un accord de 1955 par lequel l'URSS offrait d'alléger l'occupation de l'Autriche à la condition que l'Autriche restât neutre même quand les troupes soviétiques se seraient retirées. L'URSS ne signe un accord de commerce bilatéral qu'avec les Pays de l'Est, la Finlande et l'Inde.
À l'époque, la Finlande est le second partenaire commercial occidental de la Russie, après l'Allemagne de l'Ouest.
Pour l'URSS, ces échanges économiques avaient pour intérêt d'afficher le principe d'une coexistence pacifique. Ainsi l'URSS pouvait-elle démontrer que la coexistence pacifique entre des pays capitalistes et des pays socialistes était possible.

### L'entretien des amis de l'URSS
L’URSS qualifiait d'« antisoviétiques » certains partis et certains politiciens finlandais, dont aucun ne put accéder à une position de direction, indépendamment des résultats électoraux. La finlandisation conduisit à la situation que de nombreux politiciens de droite ont cherché à être classés comme prosoviétiques et donc à avoir des relations privilégiées avec l’Union soviétique. Pour les relations individuelles, l’ambassade de l’URSS choisit pour chaque politicien important un Soviétique comme contact individuel, ce qu'Aarno Laitinen appelle « le Russe domestique » dans son livre Tamminiemen pesänjakajat.
Être invité à l'ambassade de l'URSS le jour anniversaire de la Grande révolution socialiste d’Octobre fêtée le 7 novembre était une démonstration publique de l’alignement sur la ligne officielle et la compétition était forte pour obtenir cette invitation. Au niveau de la direction des grandes entreprises, on valorisait aussi les bonnes relations avec l’Est. Les présidents et directeurs généraux des grands groupes étaient appelés « Directeur du commerce avec l'Est » ou dans des milieux plus critiques : « les Directeurs rouges ».
Ainsi, l’URSS put s’assurer que la politique intérieure de la Finlande garantissait le fait que la Finlande restait neutre, conformément au Traité finlando-soviétique de 1948. Des groupes « soviétophiles » se formèrent dans différents partis politiques. Des exemples furent les Remonttimiehet du parti Kokoomus, la ligne-K du Parti du centre et les jeunes militants de gauche des années 1970 du Parti social-démocrate de Finlande, les Taistolaiset du Parti communiste et les Janssonilaiset du Parti populaire suédois.
Il existait des groupes opposés à cette politique et favorables à une intégration rapide avec l’Ouest comme les oikeistolaiset du Kokoomus, les perustuslailiset du Parti populaire suédois et au SDP les tannerilaiset.
Au niveau de la société civile, comme organisation soviétophile, on fonda l’association Finlande-Union soviétique.

## Perception finlandaise et autocensure
À la finlandisation est étroitement associée une politique d'autocensure. Dans ce contexte, on parle d'un contrôle du débat public par les Finlandais eux-mêmes. Toute analyse, même peu critique, est sujette à désapprobation et l'on doit s'abstenir de toute publication pouvant être « préjudiciable » aux relations finlando-soviétiques. Entre 1944 et 1946, sous occupation soviétique, les bibliothèques publiques furent contraintes de retirer de la circulation plus de 1 700 livres qui sont jugés « antisoviétiques » et les librairies reçoivent des catalogues de livres bannis. Dans son ouvrage, Kai Ekholm émet l'hypothèse que ce système d’après-guerre fut un précurseur possible de la longue période d'autocensure des années 1970 et 1980. Le Comité de contrôle cinématographique bannit aussi des films considérés comme antisoviétiques.

### Fondements juridiques
L’autocensure avait aussi une base juridique : en 1948, un article fut ajouté au code pénal, selon lequel tout élément pouvant être matière à être préjudiciable aux relations entre la Finlande et un pays étranger, en pratique avec l’Union soviétique, pourrait être puni d’une peine maximale de deux ans d’emprisonnement. On définit comme infraction tout outrage public et délibéré réalisé par tout moyen imprimé, écrit, image ou autre forme d’expression. Le Ministère public ne pouvait poursuivre l’infraction définie par la loi que par décret présidentiel.
En 1948, l’éditeur et le rédacteur en chef du quotidien Keskisuomalainen furent condamnés à une amende sur la base de cet article de loi. Il était question d’une nouvelle parue le 1er septembre 1948 concernant la mort d'Andreï Jdanov, qui dirigeait la Commission de contrôle alliée de l’après-guerre. Dans cette nouvelle, il était fait allusion au fait qu’il aurait été victime de la terreur stalinienne. La mise en accusation avait été réclamée par le président Juho Kusti Paasikivi et le Conseil d’État.
En 1975, sur la base du même article, dans sa lettre de semonce de mai 1975 le président Urho Kekkonen menaça très vigoureusement de poursuites l’éditeur en chef Jussi Talvi du périodique Uusi Maailma. Ce cas est unique de la période Kekkonen.
Le journal avait fait paraître sous le pseudonyme de Taisto Virtanen un article avec le titre « Les chers conseils - grèves des Camarades ». L’auteur avait écrit que les dirigeants du Parti communiste de l'Union soviétique Boris Ponomarev et Mikhaïl Souslov avaient intrigué lors d’une visite à Moscou d’une délégation du SKP pour fomenter la montée d’un mécontentement généralisé et d’organiser des grèves afin d’atteindre une situation révolutionnaire. Kekkonen considéra l’article comme étant « une provocation scandaleuse sans précédent » à l’égard de l’URSS et comme une tentative de susciter un climat de guerre froide entre les deux pays et que sa publication juste au moment où se tient la Conférence sur la Sécurité et la Coopération en Europe visait à donner une image sombre et dangereuse de la Finlande aux yeux des Pays occidentaux. L'écrit avait été fourni au périodique Uusi Maailma par un député Eero Lattula de l'aile droite du parti Kokoomus.
L’article ne fut aboli qu’après l’éclatement de l’Union soviétique.

### Littérature
De nombreux livres, parus pendant la période dite de « dégel » du milieu des années 1950, qui évaluaient les relations finlando-soviétiques, ont eu un grand succès commercial. On peut citer les Jardins de Beria de Unto Parvilahti, Kuin Pietari hiilivalkealla de Yrjö Soini à propos des procès de responsabilité de guerre, ou encore les mémoires Le chemin de la faucille et du marteau, Les Cloches du Kremlin et Sous et sur la terre de Arvo Tuominen.
Aucun de ces ouvrages ne put être réédité après la crise de 1958 avec l'URSS appelée « Gel de nuit » (en finnois : Yöpakkaset). Pendant cette crise, le recueil de mémoires de Yrjö Leino intitulé Ministre communiste de l'Intérieur fut interdit de publication et les exemplaires déjà imprimés détruits par la suite. Les mémoires de Leino paraîtront finalement en 1991, mais à ce moment le livre n'éveillera plus d'intérêt.
En 1971, quand WSOY édite, peu avant sa mort, les mémoires de Nikita Khrouchtchev, Väinö Leskinen, le ministre des Affaires étrangères de l'époque, fit à Hannu Tarmio, le directeur général de WSOY, une critique à ce sujet en affirmant : « il y a à nouveau, dans la littérature, des signes visibles de droitisation de la politique étrangère. »
En 1974, c'est à Stockholm que dut être éditée la version finnoise de L'Archipel du Goulag d'Alexandre Soljenitsyne. Et l'introduction de cet ouvrage dans les collections municipales fut débattue au niveau du conseil culturel, par exemple à Turku.
La parution en 1986 du livre du général Pentti Syrjä intitulé Gruppa Finljandija décrivant ses années ses études militaires à l'académie militaire Frounzé en URSS entraîna l'arrêt des échanges d'étudiants entre les deux pays.

### Musique
L'autocensure eut parfois des aspects comiques, par exemple quand le groupe de rock humoristique Sleepy Sleepers tenta de sortir en 1977 un album intitulé Karjala takaisin (en français : Rendez-nous la Carélie). Le groupe EMI n'osa pas diffuser l'album sous ce titre et il fut changé en Takaisin Karjalaan (en français : Retour en Carélie). Les morceaux s’appelaient par exemple Rébellion à la gare de Viipuri, Anarchie en Carélie, Martèlement en Estonie, Allons en Carélie et Détournons un avion pour Moscou. Le disque était trop osé pour l'autocensure en vigueur à l'époque. En février 1978 le groupe de Kajaani de l'Association Finlande-Union soviétique dénonça publiquement la musique du groupe comme étant médiocre et préjudiciable à l'amitié entre la Finlande et l'Union soviétique. Le distributeur finlandais réagit très rapidement au débat politique et le single Détournons un avion vers Moscou disparut des Juke-box. À la fin des années 1980, le groupe est devenu le groupe des Leningrad Cowboys.

### Cinéma
Certains films réalisé avant la Seconde Guerre mondiale furent jugés après la guerre comme antisoviétiques. Parmi d'autres, les films Jääkärin morsian de 1938 et Aktivistit de 1939 réalisés par Risto Orko restèrent interdits de diffusion pour cause d'excès de patriotisme jusqu'aux années 1990.
Le Comité de contrôle cinématographique (en finnois : Valtion elokuvatarkastamo) interdit en 1972 la diffusion en Finlande du film Une journée d'Ivan Denissovitch du réalisateur d’origine finlandaise Casper Wrede fruit d’une coopération anglo-norvégienne. Cette diffusion était jugée comme dommageable aux relations finlando-soviétiques. Le film était tiré du roman éponyme d’Alexandre Soljenitsyne.
Quand le film fut présenté en Suède, Yleisradio empêcha sa réception dans les iles d’Åland en arrêtant son antenne de télédiffusion. L’interdiction du film est levée en 1994. La chaine TV 1 l'a diffusé en 1996 seulement.
Le Comité de contrôle cinématographique interdit en janvier 1986 la diffusion et la distribution du film Arctic Heat (en finnois : Jäätävä polte) réalisé aux États-Unis par le cinéaste d’origine finlandaise Renny Harlin en partie à cause de son contenu perçu comme antisoviétique. Une version très fortement amputée du film subit la même décision, mais la Cour administrative de Finlande (en finnois : Korkein hallinto-oikeus (KHO), en suédois : Högsta förvaltningsdomstolen) lèvera l'interdiction en octobre 1986. En 2006, l’interdiction fut entièrement levée et le film put sortir en DVD. Dans son livre Kohti sinipunaa paru en 2008 Juhani Suomi écrit que l’ambassadeur de l'Union soviétique à Helsinki Vladimir Sobolev avait souligné au Ministre des Affaires étrangères la perception négative de la politique étrangères que le film pourrait provoquer et avait demandé d’agir. C'est-à-dire que l’ambassadeur demanda la première interdiction du film Jäätävä polte.

### Radiodiffusion
En 1976, dans son livre Que se passe-t-il en Finlande ? l'auteur suédois Andres Küng raconte des événements significatifs des efforts de la Finlande pour être agréable aux Soviétiques. Parmi ses exemples, il écrit que lors du Conseil des ministres du 19 décembre 1973 le ministre des Affaires étrangères finlandais Ahti Karjalainen propose qu'il soit ajouté à la convention d'autorisation de la radio nationale Yleisradio, l'obligation d'informer en suivant la ligne officielle de politique étrangère.
À l'automne 1985, le conseil des programmes d'Yleisradio écarte le documentaire britannique Un ours comme voisin (en finnois : Karhu naapurina) qui traite des relations entre la Finlande et l'URSS sous un éclairage défavorable selon l'avis du conseil des programmes. Durant l'hiver 1986, la station de radio locale Radio City de Helsinki diffuse une émission intitulée Portrait d'un néo-nazi, dans laquelle Pekka Siitoin présente son idéologie au journaliste Teppo Turkki. Yleisradio avait précédemment rejeté le programme et le ministère de la Communication blâma Radio City pour sa diffusion

### Filtrage d'informations
En juin 1978, durant une visite en Finlande, le ministre de la Défense de l'Union soviétique, le maréchal Dmitri Oustinov, proposa au président Urho Kekkonen et au général Lauri Sutela, commandant des Forces armées finlandaises, l'extension de la coopération militaire entre la Finlande et l'URSS et aussi des exercices militaires conjoints. Kekkonen et Sutela repoussèrent la proposition d'Ustinov car des exercices militaires conjoints auraient été en contradiction avec la politique de neutralité de la Finlande. Après la visite, la direction politique finlandaise, les officiels du ministère des affaires étrangères et les militaires contestèrent le fait qu'Ustinov eût proposé des exercices militaires conjoints. De même, les médias firent le silence sur le contenu réel de la visite. L'information circula cependant par l’intermédiaire des correspondants étrangers présents en Finlande où cela éveilla une grande attention ainsi qu'en Europe de l'Ouest. Ceci donna au député du SMP J. Juhani Kortesalmi l'occasion d’une question à l'assemblée. Le ministre de la Défense Taisto Tähkämaa maintint les propos de Kekkonen et de Sutela et se plaignit du fait que les médias d’Europe de l'ouest aient donné des informations trompeuses à propos de la visite d'Ustinov.
Les livres, articles ou conférences de dissidents ou réfugiés à propos de l'usage de la torture en URSS ou de l'occupation des pays baltes furent interdits.

### Livres scolaires
La direction de l’enseignement, qui valide les livres scolaires, et entre autres l’Association Finlande-Union soviétique ont découragé l'expression de points de vue négatifs sur l’Union soviétique, par exemple dans les livres d’histoire,.
Selon l'ex-marathonien et auteur d'une thèse de doctorat Janne Holmén, dans les livres scolaires on donnait très fréquemment des vues favorables à l’URSS en y énonçant par exemple les affirmations suivantes :
- La Guerre d'Hiver « éclata » seulement,
- La collectivisation des terres en URSS s’était passée de façon totalement libre et sans conflit ;
- En URSS, des efforts gigantesques de protection de la nature ont été réalisés ;
- La planification centralisée fonctionne mieux que le capitalisme ;
- Le système d’État soviétique fonctionne parfaitement et il n'est question d'aucun problème social ;
- La répression du Printemps de Prague fut la conséquence d’un « risque contre révolutionnaire » et de la « Politique menaçante de l'Allemagne de l'Ouest ».

Ce n’est que dans les années 1990, qu'il fut écrit sans détour que « l’URSS écrasa militairement les mouvements réformistes de l’Europe de l'Est ».
Autre exemple : dans le manuel scolaire d’histoire Historia ja me de 1977, on prétendait que « l’Estonie, la Lettonie et la Lituanie, que l’Armée rouge a libérées de l’occupation allemande, se joignirent comme nouveaux États à l’Union soviétique » et aussi que « La crise tchécoslovaque fut résolue pacifiquement ».
L’un des événements les plus sensationnels de l’époque de la finlandisation fut en 1974 l’affaire du « polycopié de Pirkkala ».